# Gaúcha do Norte
Gaúcha do Norte è un comune del Brasile nello Stato del Mato Grosso, parte della mesoregione del Norte Mato-Grossense e della microregione di Paranatinga.